# Schaakclub Watergraafsmeer
Schaakclub Watergraafsmeer (enige tijd bekend onder de sponsornaam Desisco/Watergraafsmeer) was een schaakvereniging in het stadsdeel Watersgraafsmeer in Amsterdam. De vereniging werd opgericht in 1927 en heeft bestaan tot 1994, toen de vereniging opging in de fusieclub Max Euwe Amsterdam. De club behoorde jarenlang tot de top van de Nederlandse schaakwereld en werd zes keer in de historie landskampioen.

## Geschiedenis
Schaakclub Watergraafsmeer werd opgericht in 1927. Zijn eerste competitiewedstrijd speelde hij in de competitie van de Amsterdamsche Schaakbond tegen TAVENU. Die wedstrijd won Watergraafsmeer met 7-3, wat volgens de pers “een hoopvol begin” was. Vanaf toen kon al snel de weg omhoog ingezet worden. In 1935 behaalde de club het kampioenschap van de eerste klasse van de Amsterdamsche Schaakbond.
De club kreeg in zijn beginjaren vaak bezoek van bekende schakers:
- In 1931 werd een partij in de tweekamp tussen Max Euwe en Daniël Noteboom, die Euwe speelde ter voorbereiding op zijn match tegen Capablanca, bij de Schaakclub Watergraafsmeer gehouden.[3]
- Op 5 april 1934 gaf Vera Menchik een simultaanseance bij de Schaakclub Watergraafsmeer.[4]
- In maart 1935 gaf Salo Landau een simultaanseance voor werknemers van de N.V. Cinetone en leden van de Schaakclub Watergraafsmeer.[5]
- De 13e partij van het Wereldkampioenschap schaken 1935 tussen Max Euwe en Aleksandr Aljechin werd gespeeld in Café Van Klaveren aan de Middenweg 88-90, waar de Schaakclub Watergraafsmeer zijn clublokaal had.[6][7]
- In oktober 1937 ontving Schaakclub Watergraafsmeer de Estse schaakmeester Paul Keres voor een simultaanseance.[8]

Toen in 1955 een scheuring ontstond in de Amsterdamsche Schaakbond, sloot Watergraafsmeer zich aan bij de Hoofdstedelijke Schaakbond, dat onder de auspiciën van de KNSB bleef opereren.
In 1958 was de club organisator van het Nederlands kampioenschap schaken voor studenten.

### Succesperiode
Het eerste team van Watergraafsmeer behoorde in de jaren 70 en 80 van de 20e eeuw tot de top van het Nederlandse schaakleven. De club werd in het seizoen 1969/70 voor het eerst in de geschiedenis landskampioen. In de jaren daarna wist Watergraafsmeer dat kunstje nog vijf keer te herhalen (1971/72, 1973/74, 1974/75, 1975/76, 1980/81).
Watergraafsmeer was de eerste Nederlandse schaakclub die met een gesponsorde naam meedeed in de KNSB-competitie: Desisco/Watergraafsmeer. Desisco werd in 1988 overgenomen door Volmac. Na het seizoen 1988/89 stopte de sponsoring.

#### Overzicht seizoenen Eerste team[13]
| Seizoen | Klasse          | Plaats | MP | BP  | P/D      |
| ------- | --------------- | ------ | -- | --- | -------- |
| 1978/79 | Hoofdklasse     | 3e     | 13 | 50  | Stabiel  |
| 1979/80 | Hoofdklasse     | 3e     | 14 | 53½ | Stabiel  |
| 1980/81 | Hoofdklasse     | 1e     | 16 | 58½ | Goud     |
| 1981/82 | Hoofdklasse     | 2e     | 15 | 54  | Stabiel  |
| 1982/83 | Hoofdklasse     | 2e     | 14 | 57½ | Stabiel  |
| 1983/84 | Hoofdklasse     | 4e     | 11 | 47  | Stabiel  |
| 1984/85 | Hoofdklasse     | 4e     | 9  | 41½ | Stabiel  |
| 1985/86 | Hoofdklasse     | 4e     | 10 | 45½ | Stabiel  |
| 1986/87 | Hoofdklasse     | 2e     | 12 | 49½ | Stabiel  |
| 1987/88 | Hoofdklasse     | 2e     | 12 | 51½ | Stabiel  |
| 1988/89 | Hoofdklasse     | 7e     | 7  | 44½ | Stabiel  |
| 1989/90 | Hoofdklasse     | 10e    | 5  | 36  | Gedaald  |
| 1990/91 | Eerste Klasse A | 1e     | 14 | 53  | Gestegen |
| 1991/92 | Hoofdklasse     | 10e    | 3  | 29  | Gedaald  |
| 1992/93 | Eerste Klasse A | 9e     | 6  | 36½ | Gedaald  |
| 1993/94 | Tweede Klasse A | 1e     | 17 | 49  | Gestegen |

### Fusie
In de laatste jaren gingen zowel het ledental als de sportieve prestaties achteruit. In het seizoen 1991/92 degradeerde Watergraafsmeer uit de hoofdklasse, en een seizoen later werd zelfs afgedaald naar de Tweede Klasse. De club fuseerde toen met US, een andere kleine schaakclub. Alweer een jaar later ging Watergraafsmeer samen met MEMO tot Schaakvereniging Max Euwe Amsterdam. Het idee voor de fusie was ontstaan tijdens een onderlinge competitiewedstrijd.

## Bekende leden
- Roy Dieks
- Rob Hartoch
- Kick Langeweg
- Hans Ree
- Paul van der Sterren
- Ton Timman
- Rob Witt
- Coen Zuidema

## Erelijst
| Competitie                                  | Aantal | Jaren                                                |
| ------------------------------------------- | ------ | ---------------------------------------------------- |
| Nederlands landskampioenschap / Hoofdklasse | 6x     | 1969/70, 1971/72, 1973/74, 1974/75, 1975/76, 1980/81 |
| Eerste Klasse                               | 2x     | 1966/67, 1990/91                                     |
| SGA-cup                                     | 2x     | 1970/71, 1793/74                                     |